# Brett Rypien
Brett Rypien (Spokane, 9 luglio 1996) è un giocatore di football americano statunitense che milita nel ruolo di quarterback per i Minnesota Vikings della National Football League (NFL).

## Carriera universitaria
Rypien al college giocò a football con i Boise State Broncos dal 2015 al 2018. Venne nominato quarterback titolare già al suo primo anno e terminò la sua carriera nel college football con 13.581 yard lanciate e 90 passaggi da touchdown.

## Carriera professionistica

### Denver Broncos
Rypien si presentò per il Draft NFL 2019 ma non venne scelto. Il 2 maggio firmò con i Denver Broncos, giocando alcune partite della pre-stagione. Il 31 agosto venne spostato nella squadra di allenamento. Il 29 ottobre 2019 venne promosso nel roster attivo dopo l'infortunio del quarterback titolare Joe Flacco.
Nella settimana 3 della stagione 2020 contro i Tampa Bay Buccaneers, Rypien subentrò nel quarto periodo a Jeff Driskel che stava faticando, completando i primi 8 passaggi prima di subire un intercetto. La settimana successiva fu schierato per la prima volta come titolare contro i New York Jets in cui passò 242 yard, 2 touchdown e subì 3 intercetti nella vittoria per 37-28, la prima della stagione per i Broncos.
Nella settimana 7 della stagione 2022 Rypien sostituì l'infortunato Russell Wilson partendo come titolare per la seconda volta in carriera passando 225 yard e un intercetto nella sconfitta contro i New York Jets. Tornò titolare nel 15º turno portando i Broncos alla vittoria sugli Arizona Cardinals passando 197 yard, un touchdown e un intercetto.

### Los Angeles Rams
Il 4 maggio 2023 Rypien firmò con i Los Angeles Rams. Con essi debuttò nell'ottavo turno subentrando all'infortunato titolare Matthew Stafford a risultato ormai irrecuperabile in una netta sconfitta contro i Dallas Cowboys. Con il compagno infortunato partì come titolare la settimana successiva, passando 130 yard con un intercetto e un fumble perso nella sconfitta per 20-3 contro i Green Bay Packers. Due giorni dopo fu svincolato.

### Seahawks Seahawks
Il 10 novembre 2023 Rypien firmó con la squadra di allenamento dei Seattle Seahawks.

## Famiglia
Rypien è il nipote dell'ex quarterback dei Washington Redskins Mark Rypien.